# Episodi de Il becchino (quinta stagione)
La quinta stagione della serie televisiva Il becchino (The undertaker), composta da 6 episodi, è stata trasmessa sul canale della televisione svizzera tedesca SRF 1 dal 3 gennaio 2017 al 7 febbraio 2017. La stagione è in onda in prima visione in lingua italiana sul canale della televisione svizzera italiana RSI La 1 dal 4 agosto 2017 all'8 settembre 2017. In Italia la serie è inedita.
| nº | Titolo originale    | Titolo italiano            | Prima TV originale | Prima TV in italiano |
| -- | ------------------- | -------------------------- | ------------------ | -------------------- |
| 1  | Kinderbegräbnis     | La sepoltura di un bambino | 3 gennaio 2017     | 4 agosto 2017        |
| 2  | Wer zuletzt lacht   | Ride bene chi ride ultimo  | 10 gennaio 2017    | 11 agosto 2017       |
| 3  | Die herzlose Leiche | Una donna senza cuore      | 17 gennaio 2017    | 18 agosto 2017       |
| 4  | Schlagabtausch      | Raffica di colpi           | 24 gennaio 2017    | 25 agosto 2017       |
| 5  | Letzter Zug         | L'ultimo treno             | 31 gennaio 2017    | 1º settembre 2017    |
| 6  | Schuld und Sühne    | Delitto e castigo          | 7 febbraio 2017    | 8 settembre 2017     |

## La sepoltura di un bambino
- Titolo originale: Kinderbegräbnis
- Diretto da: Tom Gerber
- Scritto da: Dominik Bernet

### Trama
Luc e Fabio hanno difficoltà a gestire gli affari con Erika in trasferta, oltre a dover indagare su un caso di un ritrovamento di uno scheletro di un bambino.

## Ride bene chi ride ultimo
- Titolo originale: Wer zuletzt lacht
- Diretto da: Tom Gerber
- Scritto da: Simone Schmid

### Trama
Le indagini sull'omicidio di un'infermiera di assistenza residenziale portano la polizia e a Luc a chiedersi se si sia trattato di un lavoro interno.

## Una donna senza cuore
- Titolo originale: Die herzlose Leiche
- Diretto da: Tom Gerber
- Scritto da: Dominik Bernet

### Trama
Luc indaga sulla morte di un uomo di colore, prendendo il figlio della vittima sotto la sua protezione.

## Raffica di colpi
- Titolo originale: Schlagatausch
- Diretto da: Katalin Gödrös
- Scritto da: Mats Frey

### Trama
Luc indaga sulla morte di un pugile dilettante. Luc viene incoraggiato da Irene a cercare sua figlia.

## L'ultimo treno
- Titolo originale: Letzter Zug
- Diretto da: Katalin Gödrös
- Scritto da: Simone Schmid

### Trama
Erika e Fabio prendono un cadavere in un negozio di antiquariato, ma sono sorpresi di trovarne più di uno.

## Delitto e castigo
- Titolo originale: Schuld und Sühne
- Diretto da: Katalin Gödrös
- Scritto da: Dominik Bernet e Claudia Putz

### Trama
Luc e Anna, appena terminato un caso difficile, fanno un annuncio.